# Christian Friedrich Ehrlich
Christian Friedrich Ehrlich (* 7. Mai 1808 in Magdeburg; † 31. Mai 1887 ebenda) war ein deutscher Pianist, Musikpädagoge und Komponist.

## Leben
Ehrlich studierte nach dem Besuch des Domgymnasiums Magdeburg 1827 Klavier bei Johann Nepomuk Hummel in Weimar und wechselte zu Johann Christian Heinrich Rinck in Darmstadt. Ab 1828 wirkte er als Musiker in Magdeburg. Von 1840 bis zu seinem Tode war er Musiklehrer am Pädagogium des Klosters Unser Lieben Frauen. Er gründete hier einen Schulchor, mit dem er regelmäßig Konzerte gab. Sein Nachfolger wurde 1887 Theophil Forchhammer.
1844 erhielt Ehrlich den Titel eines Königlichen Musikdirektors. 1849 gehörte er zu den Gründungsmitgliedern des Tonkünstler-Vereins, dessen Vorsitzender er im Folgejahr wurde. Seit den 1850er Jahren leitete er mit Franz Xaver Chwatal die Institute für gemeinschaftlichen Clavierunterricht. Zu Ehrlichs Schülern gehörte in den 1870er Jahren die Pianistin Martha Schwieder. Mehrere Jahre lang dirigierte er die Magdeburger Singakademie.
Ehrlich komponierte u. a. Salonstücke für das Klavier und Lieder, Orgel- sowie Chorwerke. Seine Opern Die Rosenmädchen (1860, nach Emmanuel Théaulon) und König Georg (1861, nach einem Drama von Rudolf Kneisel) wurden am Stadttheater Magdeburg uraufgeführt.